# Mackey Rock
Der Mackey Rock ist ein isolierter Felsvorsprung an der Ruppert-Küste des westantarktischen Marie-Byrd-Lands. Er ragt 13 km südwestlich des Mount Iphigene am Ostrand des Sulzberger-Schelfeises auf. 
Der United States Geological Survey kartierte ihn anhand eigener Vermessungen und Luftaufnahmen der United States Navy aus den Jahren von 1959 bis 1965. Das Advisory Committee on Antarctic Names benannte ihn 1970 nach Steven Mackey, Feldforschungsassistent des United States Antarctic Research Program zur Erkundung des Marie-Byrd-Lands zwischen 1967 und 1968.